# Critérium des Espoirs
El Critérium des Espoirs fue una carrera ciclista profesional por etapas francesa que se disputaba en el departamento de Pirineos Atlánticos, en el mes de febrero después de las carreras del Essor Basque; de hecho a veces se ha confundido esta carrera (profesional) con la general del Essor Basque (amateur).
Se comenzó a disputar en 2003 dentro de la categoría 2.5 (última categoría del profesionalismo). Desde la creación de los Circuitos Continentales UCI en 2005 formó parte del UCI Europe Tour, dentro de la categoría 2.2 (igualmente última categoría del profesionalismo), siendo esa su última edición. Posteriormente esta carrera ya con otros nombres se integró como amateur en el Essor Basque pasando el Essor de 4 a 6 pruebas, la última de ellas con doble sector (2 etapas).
Se componía de 3 etapas en 2 días la mayoría de ellas con comienzo y final en San Juan de Luz, siendo la segunda etapa un final montañoso en Ibardin.

## Palmarés
| Año  | Ganador         | Segundo           | Tercero            |
| ---- | --------------- | ----------------- | ------------------ |
| 2003 | Anthony Geslin  | Camille Bouquet   | Dominique Rault    |
| 2004 | Carl Naibo      | Dominique Rault   | Thomas Lövkvist    |
| 2005 | Jean Mespoulède | Christophe Rinero | Fabrice Jeandesboz |

## Palmarés por países
| País    | Victorias |
| ------- | --------- |
| Francia | 3         |